# Defraggler
Defraggler是由英國軟體公司Piriform所開發的磁碟重組軟體。使用者可利用Defraggler重組單一檔案、資料夾或整個磁碟分割區。暫時只支援Microsoft Windows；它支援從Windows XP以後的所有Windows版本，包含32位元跟64位元版本的作業系統。

## 參看
- CCleaner──Piriform開發的檔案清理軟體（網站（页面存档备份，存于））
- Recuva──Piriform開發的檔案修復軟體（網站（页面存档备份，存于））
- Speccy──Piriform開發的系統硬件資訊偵測軟體（網站）

## 外部連結
- Defraggler（页面存档备份，存于）